# Eustathius
Eustathios (oder Eustathius) ist ein männlicher Vorname.

## Herkunft und Bedeutung
Eustathios (Εὐστάθιος, Efstathios) ist ein griechischer Vorname. Dieser leitet sich von eu (εὖ), gut und statheros (στᾰθερός) ab.
Eustathius ist eine lateinische Schreibweise. Weitere lateinische Formen sind Eustatius, Eustasius und Eustacio. In West- und Mitteleuropa bildeten sich daraus die Formen Eustace, Eustach und Eustachius.

## Varianten
- lateinisch Eustathius, Eustatius, Eustasius, Eustacio
- russisch Ewstafij (Ефстафий), Astafij (Астафий), Ostafij (Остафий)
- polnisch Eustachy
- französisch Eustathe, Eustache
- slowakisch Eustathiose
- italienisch Eustazio

## Namensträger
Personen der Kirchengeschichte:
- Eustathios von Antiochia (4. Jahrhundert), Bischof von Antiochia
- Eustathius von Sebaste (4. Jahrhundert), Bischof von Sebaste
- Eustathios von Berytus (5. Jahrhundert), Bischof von Berytus
- Eustadius von Mesmont (* Ende 5. Jahrhundert; † 6. Jahrhundert), Benediktiner und erster Abt der Abtei Saint-Bénigne in Dijon
- Eustathius von Mzcheta († um 550), orthodoxer Heiliger
- Eustasius (* um 560; † 629) war ein heiliger Abt und Missionar der Baiern
- Eustathios Rhomaios, byzantinischer Richter im 10. und 11. Jahrhundert
- Eustathios I. (Konstantinopel), Patriarch Konstantinopels (1019–1025)
- Eustathios II. (Konstantinopel), Patriarch Konstantinopels (1081–1084)
- Eustathios von Thessalonike (1125–1193), Mönch, Diakon, Rhetoriker und Erzbischof von Thessalonike
- Ewostatewos (Eustathius von Äthiopien) (1273–1352), äthiopischer Heiliger
- Eustathius Köten (1655–1728), deutscher evangelisch-lutherischer Geistlicher
- Eustasius Friedrich Schütze (1688–1758), deutscher evangelischer Theologe

Weitere Personen:
- Eustathius (comes rerum privatarum), Finanzbeamter des Kaisers Constans (345–349)
- Eustathios (Philosoph) (4. Jahrhundert), neuplatonischer Philosoph, Schüler des Iamblichos von Chalkis
- Eustathius (Saturnalia), ebenfalls Philosoph des 4. Jahrhunderts, tritt in den Saturnalia des Macrobius als Sprecher auf
- Eustathios (consularis Syriae), römischer Beamter, Gegenstand einer Schmährede des Libanios
- Eustathios (quaestor sacri palatii), Quästor am Hof des oströmischen Kaisers Arcadius (404)
- Eustathius (Konsul 421), quaestor sacri palatii am Hof des oströmischen Kaisers Theodosius II., Prätorianerpräfekt, Konsul 421
- Plotinus Eustathius, Stadtpräfekt Roms unter Ricimer (5. Jahrhundert)
- Eustathios von Epiphaneia, Historiker des 6. Jahrhunderts
- Eustathios Makrembolites (12. Jahrhundert), byzantinischer Romanautor